# Sigurt-Horstmar Freiherr von Beaulieu-Marconnay
Sigurt-Horstmar Freiherr von Beaulieu-Marconnay (31 de dezembro de 1900 – 8 de outubro de 1953) foi um oficial alemão que serviu durante a Segunda Guerra Mundial. Foi condecorado com a Cruz de Cavaleiro da Cruz de Ferro.

## Condecorações
| Cruz de Ferro 2ª Classe                                  |
| Cruz de Ferro 1ª Classe                                  |
| Cruz de Cavaleiro da Cruz de Ferro 20 de janeiro de 1943 |